# Маргерита ди Савоја
Маргерита ди Савоја (итал. Margherita di Savoia) је насеље у Италији у округу Барлета-Андрија-Трани, региону Апулија.
Према процени из 2011. у насељу је живело 11488 становника. Насеље се налази на надморској висини од 2 м.

## Становништво
Према резултатима пописа становништва 2011. у општини је живело 12.193 становника.
| 1931.  | 1936.  | 1951.  | 1961.  | 1971.  | 1981.  | 1991.  | 2001.  | 2011.  |
| ------ | ------ | ------ | ------ | ------ | ------ | ------ | ------ | ------ |
| 10.135 | 10.644 | 13.308 | 13.289 | 12.300 | 11.641 | 12.404 | 12.585 | 12.193 |

## Партнерски градови
- Мајами